# Ai Otsuka
Ai Otsuka (Japans: 大塚 愛, Ōtsuka Ai) (Osaka, 9 september 1982) is een Japanse singer-songwriter en pianiste. Ze staat vooral bekend om haar megahit Sakuranbo die 101 weken in de Oricon Top 2 bleef staan. Haar muziek varieert van ska-achtige feel-good poprock, liedjes als Peach en Sakuranbo tot gevoelige ballads als Daisukidayo en Planetarium.

## Biografie
Ai speelt al piano sinds haar vijfde levensjaar. Ze is een gediplomeerd kleuteronderwijzeres en zal naar eigen zeggen na haar muziekcarrière met dit werk doorgaan.
De naam Ai (愛) betekent liefde. Ai zelf gebruikt deze als woordspeling op met Engelse woord I (ik). Veel van haar liedjes hebben ook het woord love in de naam.

## Discografie

### Albums
| # | Informatie                                   |
| - | -------------------------------------------- |
| 1 | Love Punch - Uitgebrachtd: 31 maart, 2004    |
| 2 | Love Jam - Uitgebracht: 17 november, 2004    |
| 3 | Love Cook - Uitgebracht: 14 december, 2005   |
| 4 | Love Piece - Uitgebracht: 26 september, 2007 |
| 5 | Love Letter - Uitgebracht: 17 december, 2008 |

### Compilatiealbums
| # | Informatie                                                       |
| - | ---------------------------------------------------------------- |
| 1 | Ai am Best (愛 am Best, I am Best) - Uitgebracht: 28 maart, 2007 |
| 2 | Love Is Best - Uitgebracht: 11 november, 2009                    |

### Singles
- [2003.09.10] Momo no Hanabira (桃ノ花ビラ; Peach Petal)
- [2003.12.17] Sakuranbo (さくらんぼ; Cherries)
- [2004.03.03] Amaenbo (甘えんぼ; Spoiled Child)
- [2004.07.07] Happy Days
- [2004.08.18] Kingyo Hanabi (金魚花火; Goldfish Fireworks)
- [2004.10.20] Daisuki da yo. (大好きだよ。; I Like You a Lot/I Love You)
- [2005.02.09] Kuroge Wagyuu Joshio Tanyaki 680 Yen (黒毛和牛上塩タン焼680円; Black Grilled Cow's Tongue, 680 Yen)
- [2005.05.11] SMILY / Biidama (ビー玉; Marble)
- [2005.07.13] Neko ni Fuusen (ネコに風船; Cat with Balloon)
- [2005.09.21] Planetarium (プラネタリウム)
- [2006.04.12] Frienger (フレンジャー; Friend-Ranger)
- [2006.08.02] Yumekui (ユメクイ; Dream Eater)
- [2006.10.25] Ren'ai Shashin (恋愛写真; Love Photographs)
- [2007.02.21] CHU-LIP
- [2007.07.25] PEACH / HEART
- [2007.11.07] Pocket (ポケット)
- [2008.05.21] Rocket Sneaker/One x Time
- [2008.09.10] Kurage, Nagareboshi (クラゲ、流れ星; Jellyfish, Shooting Star)
- [2009.02.25] Bye Bye

### Love singles
- [2007.04.11] LOVE no Theme (LOVEのテーマ; Love's Theme)
- [2007.11.21] White Choco (Whiteチョコ; White Chocolate)

### Dvd
- [2005.07.27] JAM PUNCH Tour 2005 ~Kondoru no Pantsu ga Kui Kondoru~ (Jam Punch Tour 2005 ~コンドルのパンツがくいコンドル~)
- [2006.07.26] LOVE COOK Tour 2006 - Mascara Mainichi Tsukete Mascara (LOVE[99] COOK Tour 2006 マスカラ毎日つけてマスカラ)
- [2007.01.01] Ai Otsuka LOVE IS BORN ~3rd Anniversary 2006~ at Hibiya Yagai Ongaku-do on 9th of September 2006 (大塚愛【LOVE IS BORN】～3rd Anniversary 2006～ at Hibiya Yagai Ongaku-do on 9th of September 2006)
- [2007.09.26] Ai am Best Tour 2007 ~Best na Content ni Meccha Ai wo Komento!!!~ at Tokyo International Forum Hall A on 9th of July 2007 (愛 am BEST Tour 2007 ～ベストなコメントにめっちゃ愛を込めんと!!!～)
- [2008.01.01] LOVE IS BORN ~4th Anniversary 2007~ (【LOVE IS BORN】～4th Anniversary 2007～)

### Verzamel
- [2003.09.10] "Suika" Original Soundtrack
- [2004.07.14] ICEBOX -Special Soundtrack-
- [2004.07.28] a-nation '04 BEST HIT SUMMER
- [2004.12.01] Dramatic Songs (Avex Point Club)
- [2005.03.02] Sokuho! Uta no Daijiten presents POPS DAIJITEN! Showa VS Heisei
- [2005.03.09] The Japan Gold Disc Award 2005
- [2005.03.16] LOVE for NANA ～Only 1 Tribute～
- [2005.03.24] Black Jack Original Soundtrack SOUND KARTE 01
- [2005.07.27] a-nation '05 BEST HIT SELECTION
- [2006.03.01] The Japan Gold Disc Award 2006 (Cherish)
- [2006.08.23] Tokyo Friends The Movie music collection (東京フレンズ The Movie music collection)
- [2007.07.25] a-nation '07 BEST HIT SELECTION

### Fotoboek
- [2005.03.01] Kimi iro Omoi (キミイロオモイ)